# Strada regionale 447 di Palinuro
La strada regionale 447, già strada statale 447 di Palinuro, è una strada regionale italiana che collega Velina a Palinuro attraversando a mezza costa il litorale cilentano.
In seguito al declassamento è stata suddivisa in quattro tratte:
- strada regionale 447/a Innesto SR 267 (Casalvelino Scalo)-Innesto SP 161-Innesto SP 90-Innesto SP 269 (Ascea al km 11+850 Municipio) tra Velina e Ascea;
- strada regionale 447/b Innesto SP 269 (Ascea al km 11+850 Municipio)-Bivio Rodio-Pisciotta-Stazione San Mauro la Bruca tra Ascea e la stazione di San Mauro la Bruca;
- strada regionale 447/c Stazione San Mauro la Bruca-Foria (km 37+400) tra la stazione di San Mauro la Bruca e Foria;
- strada regionale 447/d Foria (km 37+000)-Centola capoluogo-Palinuro-Porto (km 49+350) tra Foria e il porto di Palinuro.[3]

## Percorso
Il percorso inizia dall'innesto con la ex strada statale 267 del Cilento, l'andamento a mezza costa di quasi tutto il percorso ne caratterizza l'andamento a curve e tornanti. Dal comune di Ascea iniziano una prima serie di tornanti e, nel territorio di Pisciotta, attraversano un'insenatura simile ad un fiordo.
Questo tratto è ritenuto uno dei più pericolosi visto che la strada passa sulla frana che seppellì i binari della ferrovia: da quelle parti è chiamata anche Frana della Ferrovia. Nel 1989 fu trovato un rimedio quando l'ANAS ipotizzò una variante della statale in quel tratto, la "Pisciottana", ovvero la variante lunga circa tre chilometri, costò circa 20 miliardi di Lire e doveva essere completata entro il 1992. Dopo sette anni l'ANAS rescisse il contratto con le imprese appaltatrici comunicando che avrebbe appaltato altre imprese per il completamento dell'opera, ma non ci sono tracce del progetto e del riappalto. Nel 2001, con il passaggio dalle competenze nazionali a quelle locali vennero stanziati 12,5 milioni di euro dal POR Campania e solamente nel 2009 vengono consegnati i progetti esecutivi e l'appalto del completamento della variante.
La strada continua verso Pisciotta lambendo il borgo medioevale e costeggia la ferrovia con la stazione di Caprioli che con servizio navetta collega Palinuro e Marina di Camerota, dopo Caprioli si arriva a Centola nelle frazioni di Foria di Centola e Palinuro. La statale termina ad un incrocio sulla ex strada statale 562 del Golfo di Policastro.
In seguito al decreto legislativo n. 112 del 1998, dal 17 ottobre 2001 la gestione è passata dall'ANAS alla Regione Campania, che nella stessa data ha ulteriormente devoluto le competenze alla Provincia di Salerno.

## Varianti, diramazioni e raccordi

### Raccordo di Palinuro
La strada regionale 447 racc, già strada statale 447 racc di Palinuro, è una strada regionale italiana che collega la SR 447 con Palinuro passando lungo la costa.
Ha origine nel comune di Pisciotta all'altezza di Caprioli, innestandosi nuovamente con la SR 447 presso Palinuro.
In seguito al decreto legislativo n. 112 del 1998, dal 17 ottobre 2001 la gestione è passata dall'ANAS alla Regione Campania, che nella stessa data ha ulteriormente devoluto le competenze alla Provincia di Salerno.

### Raccordo A di Palinuro
La strada regionale 447 racc/A, già strada statale 447 racc/A «di Palinuro» è una strada regionale italiana che ha inizio dalla strada regionale 447 di Palinuro presso Foria (comune di Centola), attraversa le località di Massicelle e Futani e termina innestandosi sulla strada statale 18 Tirrena Inferiore.
In seguito al decreto legislativo n. 112 del 1998, dal 17 ottobre 2001 la gestione è passata dall'ANAS alla Regione Campania, che nella stessa data ha ulteriormente devoluto le competenze alla Provincia di Salerno.

## Tratti riclassificati

### Strada statale 447 dir di Palinuro
La ex strada statale 447 dir di Palinuro (SS 447 dir) è stata una strada statale italiana che collegava la strada statale 447 di Palinuro nel comune di Centola presso Palinuro, innestandosi con la strada provinciale 17/b Bivio San Cataldo-Celle di Bulgheria-Poderia-Ponte Mingardo nel comune di Centola presso San Severino; era lunga 9,500 km.
Con Decreto Ministeriale dell'1/07/1970 - G.U. 260 del 14/10/1970 l'arteria venne smembrata ed incorporata nella strada statale 562 del Golfo di Policastro e nella strada statale 562 dir del Golfo di Policastro.